# Malou Pheninckx
Malou Pheninckx (24 juli 1991) is een Nederlands hockeyster. Pheninckx komt sinds 2010 uit voor Kampong en speelde daarvoor bij De Warande en Push.
Op 4 februari 2013 debuteerde ze in de Nederlandse hockeyploeg. Met het Nederlandse team won Pheninckx onder meer het Europees kampioenschap in 2017, 2019 en 2021, het Wereldkampioenschap in 2018 en de olympische titel in 2021. In oktober van datzelfde jaar maakte ze bekend te stoppen als international. Ze speelde 108 interlands, waarin ze 4 keer scoorde.

## Internationale erelijst
- Hockey World League 2013
- Hockey World League 2017
- Europees kampioenschap 2017
- Wereldkampioenschap 2018
- Europees kampioenschap 2019
- Europees kampioenschap 2021
- Olympische Spelen 2020 (2021) te Tokio

Felice Albers · 
Margot van Geffen ·  
Eva de Goede · 
Marloes Keetels · 
Josine Koning · 
Sanne Koolen · 
Laurien Leurink · 
Caia van Maasakker · 
Frédérique Matla ·  
Laura Nunnink · 
Malou Pheninckx · 
Pien Sanders ·  
Lauren Stam · 
Maria Verschoor · 
Xan de Waard · 
Lidewij Welten · 
Coach: Alyson Annan